# Collège Clementine
Le Collège Clementine ou Collegio Clementino en italien, est un institut d'éducation de Rome, fondé en 1595 et dirigé par les clercs réguliers de la congrégation de Somasca.

## Histoire

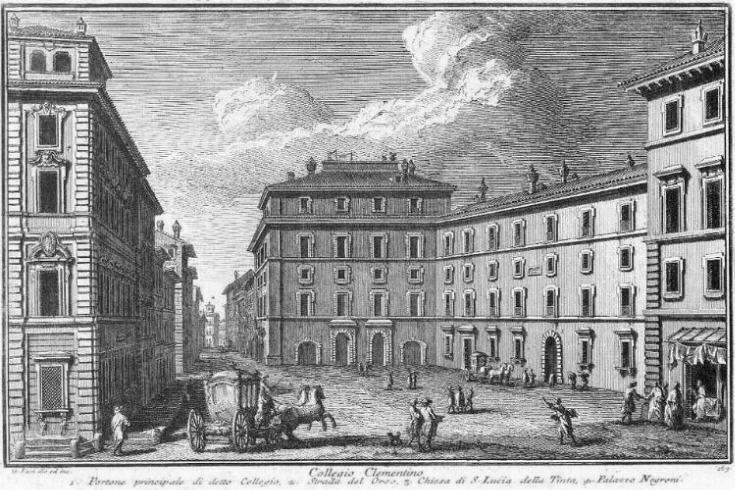
Giuseppe Vasi, Piazza Nicosie et le Collège Clementine (au centre et à droite) en 1748. Sur la gauche, le Palazzo Negroni.

Le Collegio Clementino doit son nom au pape Clément VIII, né Ippolito Aldobrandini, qui l'institut par la bulle « Ubi primum à summi apostolatum apicem » datée du 5 octobre 1595. Le siège est situé à Rome, sur la Piazza Nicosie. L'objectif est l'éducation de la jeunesse romaine et étrangère dans la morale, dans l'étude des sciences humaines et des arts libéraux. Le 1er novembre 1595, la direction en est confiée aux Pères Somasques, un ordre né pour aider les orphelins et les pauvres et autorisé par le pape Pie V en 1568, pendant la Contre-Réforme. Avec la création du Collège Clementine, les pères Somasques commencent un nouveau type d'activité, à savoir la formation de jeunes gens issus de familles nobles, un moyen d'attirer l'attention des milieux aristocratiques romains.
Le projet de construction du bâtiment du siège, situé via Nicosie est confié à l'architecte Giacomo della Porta (1532–1602). En 1604, le Collège Clementine est rejoint par le conseil de la Nazione Illyrien, à qui plus tard, le pape Urbain VIII donne un siège à Loreto. L'union, a fourni au collège de nombreux revenus et privilèges.
Aux XVIIe et XVIIIe siècles, le Collège Clementine forme de nombreux cardinaux, dont Diego Innico Caracciolo (1759–1820) et Domenico Silvio Passionei (1682–1761), mais aussi beaucoup de gens célèbres tels que Donato II Silva (1696–1779), le mathématicien Giulio Fagnano dei Toschi, l'architecte Luigi Cagnola (1762–1833), Frederick Charles Gravina (1756-1806), l'amiral Alessandro Malaspina (1754-1810), le cardinal Francesco Maria Pignatelli (1744–1815), le marquis Tiberio Pacca (1786–1837), le polymathe Raimondo di Sangro (1710–1771).
La tradition musicale du Collegio Clementino reste forte : Alessandro Scarlatti écrit des oratorios pour les saisons de Carnaval et est venu de Naples pour superviser leur production.
En 1798, avec l'arrivée de Napoléon, le collège est supprimé et la plupart des biens, y compris le siège, sont vendus aux enchères. Avec la fin du régime, les Pères Somasques sont en mesure de récupérer la plupart des actifs et de rouvrir le Collège Clementine en 1834.
À la suite de l'unification de l'Italie en 1873, sont abolies la plupart des entités religieuses, y compris le Collegio Clementino et ses biens sont confisqués par l'État italien. En 1891, avec la Loi Casati, le Collegio Clementino renaît une nouvelle fois, sous le nouveau nom de « Convitto Nazionale Vittorio Emanuele II », situé à Villa Lucidi près de Rome. Depuis 2010, dans l'ancien siège de la Piazza Nicosie, se trouvent des bureaux du gouvernement.

## Sources
- O. Paltrinieri, Elogio del Pontificio e nobile Collegio Clementino di Roma, Rome 1795
- L. Zambarelli, Il nobile Pontificio Collegio Clementino di Roma, Rome 1936
- L. Montalto, Il Clementino, Rome 1939